# V wojna diadochów
Piąta wojna diadochów – konflikt stoczony w latach 288 p.n.e.–286 p.n.e. pomiędzy Macedonią, rządzoną przez Demetriusza I Poliorketesa z dynastii Antygonidów, a sojuszem złożonym z władcy Tracji Lizymacha, władcy Egiptu Ptolemeusza I Sotera, władcy Bliskiego Wschodu Seleukosa I Nikatora, oraz władcy Epiru Pyrrusa.

## Geneza
Od czasu śmierci Aleksandra Wielkiego Macedonią rządziła dynastia Antypatrydów. Do 319 p.n.e. sprawował tam władzę sędziwy strateg Antypater, który wyznaczył jako regenta po swojej śmierci, doświadczonego Poliperchona. Antypater obawiał się porywczości swojego syna Kassandra, dlatego nie powierzył mu od razu pełni rządów. W 317 p.n.e. Kassander dokonał inwazji na Macedonię i pokonał Poliperchona, odsuwając go tym samym na dalszy plan walk diadochów. Po śmierci Kassandra w 297 p.n.e. nastąpił kryzys, ponieważ jego następca Filip IV Macedoński zmarł kilka miesięcy po objęciu tronu Macedonii. Kolejne lata upłynęły na walkach pomiędzy wnukami Kassandra – Antypatrem I Macedońskim, oraz Aleksandrem V Macedońskim. Trudną sytuację w kraju postanowił wykorzystać Demetriusz I Poliorketes z dynastii Antygonidów, syn Antygona Monoftalmosa (pl. Jednookiego), dowódca doświadczony w poprzednich wojnach diadochów. Przydomek Poliorketes znaczy dosłownie z greki "szturmujący miasta", który to otrzymał po oblężeniu miasta Rodos w 304 p.n.e. Demetriusz posiadał dużą flotę i wpływy w poleis greckich. Po chwilowym zdobyciu tronu Macedonii przez króla Epiru Pyrrusa, Aleksander V zwrócił się o pomoc do Demetriusza Poliorketesa, jednak ten początkowo zlekceważył prośbę ze względu na prowadzone przez siebie oblężenie Sparty. Spóźniona interwencja Poliorketesa odbyła się w 294 p.n.e. w czasie, gdy Aleksander V odzyskał tron. W wyniku podstępu polegającego na pozorowanym wycofaniu wojsk, Aleksander stracił czujność i podczas uczty został zabity przez Demetriusza, który następnie zasiadł na tronie Macedonii. W kolejnych latach Demetriusz Poliorketes toczył wojny zarówno z Epirem i Tracją, jak i z greckimi poleis. Macedończycy w pewnym momencie zawarli pokój z Epirotami, ale nie był on trwały.

## Przebieg
Celem Demetriusza był podbój Azji, utraconej w 301 p.n.e. przez jego ojca Antygona Monoftalmosa. Według relacji historyka Plutarcha z Cheronei, Poliorketes zmobilizował wojska w liczbie dziewięćdziesięciu ośmiu tysięcy piechoty, dwunastu tysięcy jazdy i pięciuset okrętów, choć dane te są raczej nieco zawyżone. W 288 p.n.e. król Tracji Lizymach zawarł sojusz z królem Egiptu Ptolemeuszem I Soterem (pl. Zbawcą). Następnie do koalicji dołączyli król Syrii Seleukos I Nikator (pl. Zwycięzca) i Pyrrus. 
Rok później diadochowie zaatakowali wspólnie Macedonię, przy czym Ptolemeusz, jako że nie miał z nią wspólnej granicy, nacierał swoją flotą. Demetriusz Poliorketes zostawił w Grecji swojego syna Antygona Gonatasa, a sam ruszył na Trację, lecz był zmuszony zawrócić, ponieważ Pyrrus podjął atak z zachodu i zajął Beroe. Morale w armii Demetriusza z biegiem walk coraz bardziej upadało. Swoje niezadowolenie zaczęli manifestować żołnierze, a agenci króla Epiru podburzali ich do buntu. W obawie o swoje życie, niepopularny wśród Macedończyków Demetriusz uciekł z obozu i udał się do miasta Kassandrei. 
Zrozpaczona żona Demetriusza – Fila popełniła samobójstwo, zażywając truciznę. Po łatwym zdobyciu obozu wroga przez Pyrrusa, obecni tam żołnierze proklamowali go swoim królem. Pyrrus podzielił się Macedionią z Lizymachem. Będący w defensywie Poliorketes wyruszył do Grecji, skąd zamierzał przeprowadzić kontratak, jednak wiosną 286 p.n.e. w Atenach Olimpiodor wywołał powstanie przeciwko Antygonidom, choć niegdyś był ich stronnikiem. Zajął on macedoński garnizon i oblegał twierdzę w Muzajonie. Gdy miasto uzyskało niepodległość, żołnierze Demetriusza kontrolowali tylko port w Pireusie, jednak i ten stan rzeczy nie utrzymał się długo. Pireus zdobył przy pomocy tysiąca żołnierzy z wyspy Andros, Kallias ze Steffos – ateńczyk będący w służbie Ptolemeusza I. Kiedy Poliorketes dotarł do Aten sytuacja wyglądała dla niego bardzo niekorzystnie. Ostatecznie Demetriusz zawarł pokój z Ptolemeuszem i Pyrrusem, a sam na czele jedenastu tysięcy żołnierzy popłynął do Azji Mniejszej. 
W Grecji natomiast pozostawił swojego syna Antygona Gonatasa. Na czele swojej floty Demetriusz Poliorketes w następnych latach próbował odzyskiwać wpływy na wyspach Morza Egejskiego z różnym skutkiem. Jego ostatnia wyprawa do Cylicji okazała się porażką, ponieważ w jej wyniku dostał się do niewoli u Seleukosa I, gdzie zmarł około 282 p.n.e.

### Źródła
- Plutarch, Żywoty sławnych mężów.
- Diodor Sycylijski, Biblioteka historyczna.
- Pauzaniasz, Wędrówki po Helladzie.

### Opracowania
- Grzegorz Lach, Wojny diadochów 323-281, Zabrze-Tarnowskie Góry, 2012.
- Lund H. S., Lysimachus. A study in Early Hellenistic Kingship, Londyn 1992.